# Renault 15/17
De Renault 15 en Renault 17 zijn twee varianten van dezelfde coupé ontworpen en gebouwd door de Franse autofabrikant Renault tussen juli 1971 en augustus 1979. Het waren in feite coupéversies van de Renault 12.

## Geschiedenis
De Renault 15 en 17 werden gepresenteerd op de Mondial de l'Automobile in oktober 1971. Het onderstel en het grootste deel van de aandrijving waren afkomstig van de R12, terwijl de 1565 cc 108 pk A-type motor in de krachtigste R17 TS- en R17 Gordini-modellen was afgeleid van de motor in de Renault 16 TS.
Hoewel de techniek van de auto's afkomstig was van andere Renaults, was de carrosserie compleet nieuw. De belangrijkste verschillen tussen de R15 en R17 waren de koplampen (de 15 had twee rechthoekige koplampen terwijl de R17 vier ronde koplampen had) en de achterste zijruiten. Op sommige markten had de 17 rechthoekige koplampen in de TL-versies.
Op de Mondial de l'Automobile in 1974 werd de Renault 17 TS omgedoopt tot de 17 Gordini. Deze nieuwe naam was een poging om de kloof te dichten die achterbleef nadat de Renault 12 Gordini uit productie was genomen. Behalve de naam werd niets gewijzigd.
Er vond een kleine facelift plaats in maart 1976, het meest herkenbaar aan de grille van de R15 waarbij de chromen rand werd vervangen door een exemplaar in de kleur van de carrosserie. De koplampen werden vergroot en naar voren gebracht in lijn met de omlijsting. De grille van de R17 verloor ook zijn verchroomde rand, hoewel op beide auto's de gedeeltelijk verchroomde voorbumper nu aan de uiteinden omhoog liep tot ongeveer halverwege de hoogte van de grille.
De R15 en de R17 bleven in productie tot de zomer van 1979 en Renault presenteerde in februari 1980 de Fuego als opvolger.

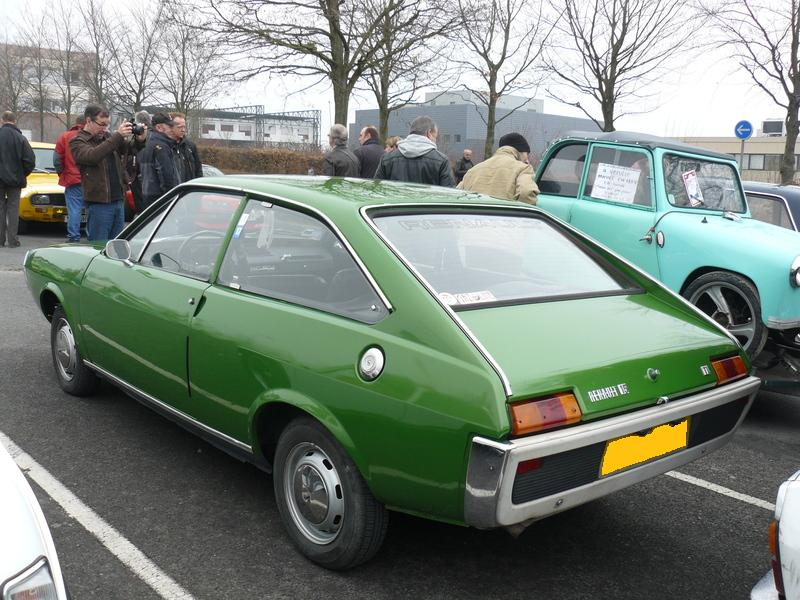
Renault 15 (1971-1976)
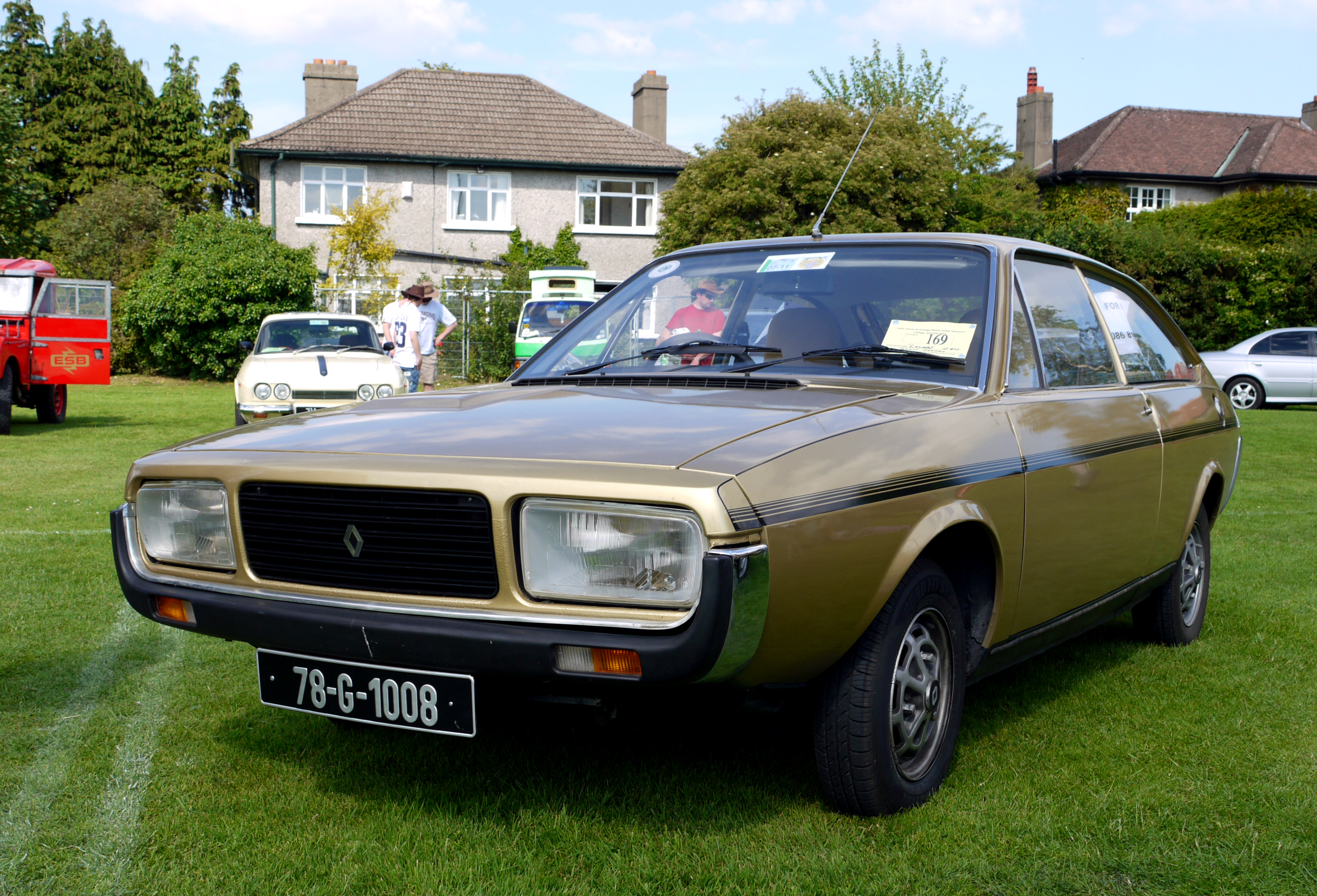
Renault 15 (1976-1979)
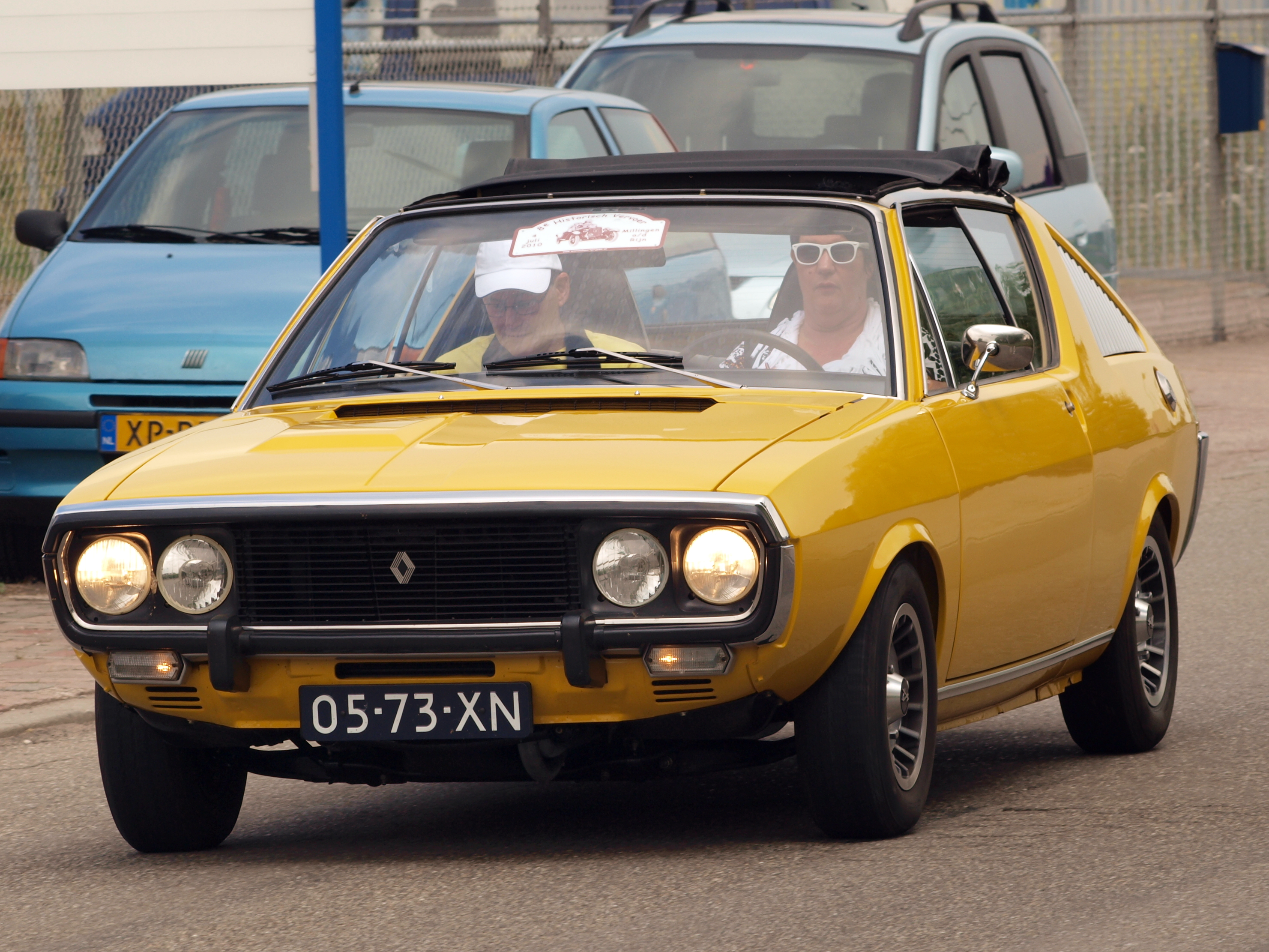
Renault 17 (1971-1976)
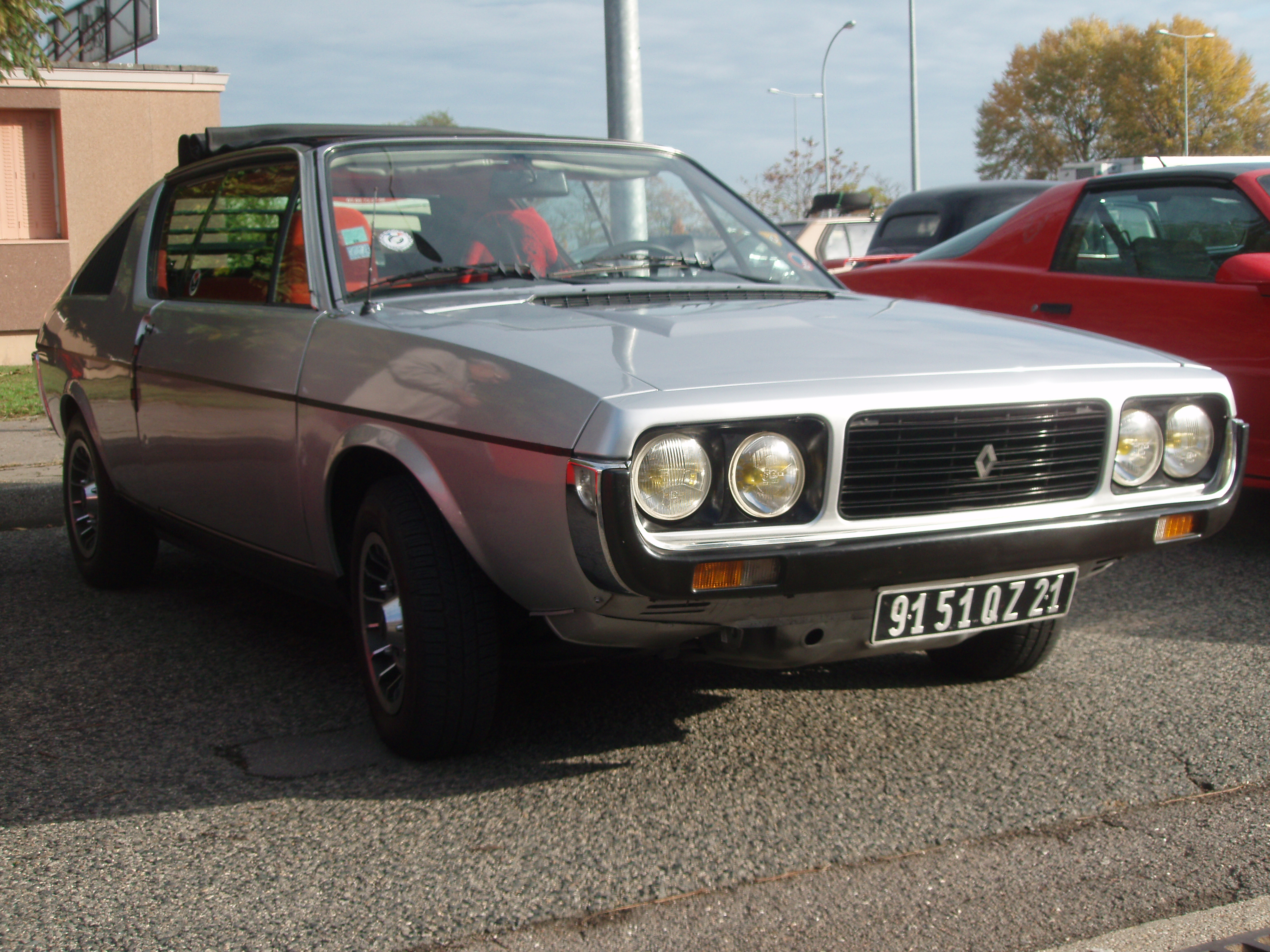
Renault 17 (1976-1979)
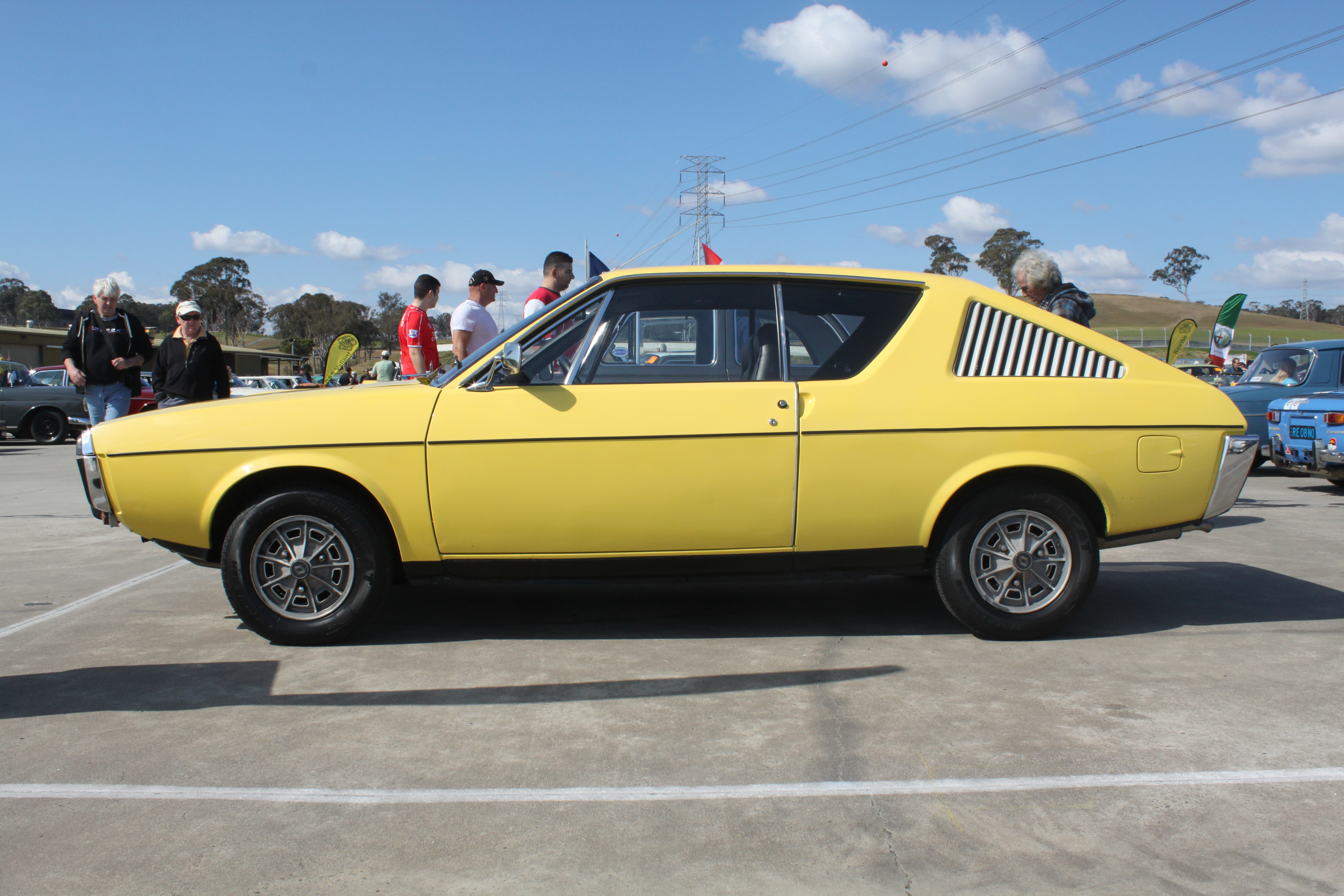
Renault 17 Gordini (1976)

In productie:
5 E-Tech · 
Arkana · 
Austral · 
Captur · 
Clio · 
Espace · 
Kadjar · 
Kangoo · 
Koleos · 
Master · 
Mégane · 
Mégane E-Tech · 
Rafale · 
Scenic E-Tech · 
Symbioz · 
Symbol · 
Trafic · 
Twingo · 
Twingo Electric · 
Zoe

Uit productie:
3 · 
4 · 
5 · 
6 · 
7 · 
8 · 
9 · 
10 · 
11 · 
12 · 
14 · 
15 · 
16 · 
17 · 
18 · 
19 · 
20 · 
21 · 
25 · 
30 · 
2CV · 
4CV · 
Avantime · 
Caravelle · 
Dauphine · 
Domaine · 
Estafette ·
Express · 
Floride · 
Fluence ·
Frégate · 
Fuego · 
Juvaquatre ·
Laguna · 
Latitude · 
Modus · 
Nervastella · 
Novaquatre · 
Ondine · 
Prairie · 
Primaquatre · 
Rodeo · 
Safrane · 
Savanne · 
Scénic · 
Spider · 
Talisman · 
Thalia · 
Twizy · 
Vel Satis · 
Vivasport · 
Vivastella · 
Wind